# أي إيوامورا
أي إيوامورا (باليابانية: 岩村愛子؛ بالكانا: いわむら あいこ) هي مؤدية صوت وممثلة يابانية، ولدت في 4 مارس 1984 في طوكيو في اليابان.

## أعمال

### أفلام
- (2000) المعركة الملكية

## وصلات خارجية
- أي إيوامورا على موقع IMDb (الإنجليزية)
- أي إيوامورا على موقع ميوزك برينز (الإنجليزية)
- أي إيوامورا على موقع أول موفي (الإنجليزية)
- أي إيوامورا على موقع قاعدة بيانات الفيلم (الإنجليزية)
- أي إيوامورا على موقع كينوبويسك (الروسية)